# Thế kỷ 20
Thế kỷ 20 là khoảng thời gian tính từ ngày 1 tháng 1 năm 1901 đến hết ngày 31 tháng 12 năm 2000, nghĩa là bằng 100 năm. Thế kỷ 20 bị chi phối bởi một chuỗi sự kiện được báo trước sẽ tạo ra những thay đổi to lớn trong lịch sử thế giới: Đại dịch cúm, Thế chiến thứ nhất, Thế chiến thứ hai, năng lượng hạt nhân và khám phá không gian, chủ nghĩa dân tộc và chủ nghĩa thực dân, Chiến tranh Lạnh và những xung đột thời hậu chiến; các tổ chức liên chính phủ và sự đồng nhất văn hóa thông qua sự phát triển của vận tải mới nổi và công nghệ truyền thông; giảm nghèo và tăng dân số thế giới, nhận thức về suy thoái môi trường, diệt chủng hệ sinh thái; và khai sinh Cách mạng số, được kích hoạt bởi việc áp dụng rộng rãi các bóng bán dẫn MOS và các mạch tích hợp. Nó đã chứng kiến những tiến bộ vĩ đại trong sản xuất điện, truyền thông và công nghệ y tế vào cuối thập niên 80 cho phép giao tiếp máy tính gần như tức thời và biến đổi gen của cuộc sống.
Thế kỷ 20 chứng kiến sự biến đổi lớn nhất của trật tự thế giới kể từ khi thành Rome sụp đổ: tổng suất sinh toàn cầu, mực nước dâng và sự sụp đổ sinh thái đã tăng lên; kết quả cạnh tranh về đất đai và tài nguyên cạn kiện đã đẩy nhanh nạn phá rừng, cạn kiện nguồn nước, và sự tuyệt chủng hàng loạt của nhiều loài trên thế giới và sự suy giảm số lượng của những loài khác; các hậu quả hiện đang được giải quyết. Nhiệt độ toàn cầu trung bình trên Trái Đất đã tăng hơn 1 °C (2 °F) kể từ năm 1880; hai phần ba sự nóng lên đã xảy ra kể từ năm 1975, với tốc độ khoảng 0,15-0,20 °C mỗi thập kỷ.
Những hậu quả của Chiến tranh thế giới, chiến tranh lạnh và Toàn cầu hóa đã tạo một thế giới mà ở đó con người đoàn kết hơn bất kỳ thời điểm nào trong lịch sử loài người, được minh chứng bằng việc thiết lập luật pháp quốc tế, viện trợ quốc tế, và Liên Hợp Quốc. Kế hoạch Marshall chi 13 tỷ đô la (tương đương 100 tỷ đô la năm 2018) để tái xây dựng những nền kinh tế tại những quốc gia sau chiến tranh - ra mắt "Pax Americana". Trong suốt nửa cuối của thế kỷ 20, sự ganh đua giữa Hoa Kỳ và Liên Xô đã tạo ra những căng thẳng to lớn trên khắp thế giới, biểu hiện trong các cuộc xung đột vũ trang khác nhau và nguy cơ phổ biến vũ khí hạt nhân ở khắp nơi. Liên Xô tan rã năm 1991 sau sự sụp đổ của các quốc gia thành viên được Phương Tây coi là sự kết thúc của chủ nghĩa cộng sản, mặc dù vào cuối thế kỷ, khoảng một phần sáu dân số trên Trái Đất sống dưới chế độ cộng sản, hầu hết tại Trung Quốc - một quốc gia đang nổi lên như một siêu cường về kinh tế và địa chính trị.
Phải mất hai trăm ngàn năm lịch sử loài người để dân số thế giới đạt 1 tỷ người; thế giới ước tính đạt 2 tỷ người vào năm 1927; đến cuối năm 1999, dân số toàn cầu đã đạt 6 tỷ người. Tỷ lệ biết chữ toàn cầu trung bình là 86.3%. Những chiến dịch toàn cầu để diệt trừ bệnh đậu mùa và các bệnh khác mà trước đây gây ra cái chết cho lượng người nhiều hơn tất cả các cuộc chiến tranh và thiên tai cộng lại đạt được những kết quả chưa từng có; bệnh đậu mùa bây giờ chỉ tồn tại trong phòng thí nghiệm. Những cải tiến thương mại đã đảo ngược tập hợp các kỹ thuật sản xuất thực phẩm hạn chế được sử dụng từ Thời đại đồ đá, tăng cường đáng kể sự đa dạng của thực phẩm có sẵn, dẫn đến chất lượng dinh dưỡng của con người đi lên. Cho đến đầu thế kỷ 19, tuổi thọ trung bình là khoảng ba mươi trong hầu hết dân số; tuổi thọ trung bình toàn cầu vượt qua 40 tuổi lần đầu tiên trong lịch sử, với hơn một nửa trong số đó đạt trên 70 tuổi (ba thập kỷ dài hơn cả thế kỷ trước đó)

## Những sự kiện, thành tích và mốc phát triển

### Chính trị

#### Thay đổi địa giới quốc gia và lãnh thổ
- Úc ngày 1 tháng 1 năm 1901

## Tổng quan
Thế kỷ đã xuất hiện những cuộc chiến tổng lực trên quy mô toàn cầu đầu tiên giữa các cường quốc thế giới trên khắp các châu lục và đại dương trong Chiến tranh thế giới lần thứ nhất và Chiến tranh thế giới lần thứ hai. Chủ nghĩa dân tộc trở thành một vấn đề chính trị lớn trên thế giới trong thế kỷ 20, được thừa nhận trong luật pháp quốc tế cùng với quyền tự quyết của các quốc gia, chính thức chống chủ nghĩa thực dân vào giữa thế kỷ, và xung đột khu vực liên quan.
Thế kỷ cũng chứng kiến sự thay đổi lớn về cách mọi người sống, với những thay đổi chính trị, ý thức hệ, kinh tế, xã hội, văn hóa, khoa học, công nghệ, và y khoa. Thế kỷ 20 có thể thấy nhiều tiến bộ công nghệ và khoa học hơn tất cả thế kỷ khác kết hợp kể từ khi bắt đầu nền văn minh tốt đẹp. Các thuật ngữ như chủ nghĩa dân tộc, chủ nghĩa toàn cầu, chủ nghĩa môi trường, ý thức hệ, chiến tranh thế giới, diệt chủng, và chiến tranh hạt nhân được sử dụng phổ biến. Những khám phá khoa học, chẳng hạn như thuyết tương đối và vật lý lượng tử, thay đổi sâu sắc các mô hình nền tảng của khoa học vật lý, buộc các nhà khoa học nhận ra rằng vũ trụ phức tạp hơn trước đây và dập tắt những hy vọng (hoặc nỗi sợ hãi) vào cuối thế kỷ 19 rằng một vài chi tiết kiến thức khoa học cuối cùng sắp được lấp đầy. Đó là thế kỷ được bắt đầu bằng những con ngựa, ô tô đơn giản và tàu buôn nhưng kết thúc với đường sắt cao tốc, tàu du lịch, du lịch hàng không thương mại toàn cầu và Tàu con thoi. Ngựa và động vật thồ hàng, hình thức vận chuyển cá nhân cơ bản của mọi xã hội trong hàng ngàn năm đã được thay thế bằng ô tô và xe buýt trong một vài thập kỷ. Những phát triển này đã được thực hiện bằng cách khai thác tài nguyên nhiên liệu hóa thạch, cung cấp năng lượng ở dạng dễ mang theo, nhưng cũng gây ra mối lo ngại về ô nhiễm và tác động lâu dài đến môi trường. Con người lần đầu tiên khám phá không gian, bước những bước chân đầu tiên lên Mặt Trăng.

## Thập niên 1900
- 1901: Theodore Roosevelt trở thành Tổng thống Hoa Kỳ sau cái chết của William McKinley. Phong trào Nghĩa Hoà Đoàn tại Trung Quốc.
- 1902: Real Madrid thành lập với tên gọi "FC Madrid". Chiến tranh Boer lần thứ hai.
- 1903: Tour de France lần đầu tiên được tổ chức. Panama giành độc lập. Chuyến bay đầu tiên của anh em nhà Wright.
- 1904: Nhật Bản bất ngờ tấn công Cảng Arthur (Lushun), khởi đầu Chiến tranh Nga–Nhật. Bắt đầu xây dựng Kênh đào Panama. Đường sắt xuyên SIberia được đưa vào hoạt động.
- 1905: Cách mạng Nga năm 1905 - quân đội Nga nổ súng trong một cuộc diễu hành trên đường phố Estonia, giết chết 94 người và làm bị thương hơn 200 người. Cách mạng Hiến pháp tại Ba Tư.
- 1906: Vụ động đất tại San Francisco năm 1906 (khoảng 7,8 độ) ở vết đứt gãy San Andreas phá hủy phần lớn San Francisco, California, làm chết ít nhất 3000 người và 300.000 người mất nhà cửa, thiệt hại 350 triệu đô la Mỹ. Kết thúc vụ Dreyfus tại Pháp. Mỹ chiếm đóng Cuba. Cải cách của tướng Stolypin tại Nga.
- 1907: Xảy ra khởi nghĩa Hoàng Cương tại Nhật Bản. Phần Lan trở thành nước đầu tiên cho phép phụ nữ ứng cử. Ván Cờ Lớn giữa Anh và Nga kết thúc.
- 1908: Robert Baden-Powell bắt đầu phong trào Hướng đạo Nam. Cách mạng người Turk trẻ tại Ottoman. Áo-Hung xâm lược Bosnia-Herzegovina dẫn tới khủng hoảng Bosnia. Bulgaria giành độc lập.
- 1909: Colombia thừa nhận Panama độc lập. Robert E. Peary trở thành người đầu tiên đặt chân đến Bắc Cực. Mỹ rút khỏi Cuba.

## Thập niên 1910
- 1910: Bắt đầu cuộc cách mạng México. Geogre V trở thành vua của Vương quốc Anh và hoàng đế của Ấn Độ. Liên minh Nam Phi được thành lập. Bồ Đào Nha chính thức bãi bỏ chế độ quân chủ. Nhật Bản xâm lược Triều Tiên. Sao chổi Halley trở lại.
- 1911: Roald Amundsen trở thành người đầu tiên đạt chân đến Nam Cực. New Delhi trở thành thủ đô của Ấn Độ thuộc Anh. Ernest Rutherford khám phá ra các hạt nhân nguyên tử. Cuộc chiến tranh Italia-Thổ Nhĩ Kỳ kết thúc với việc Libya trở thành thuộc địa của Ý.
- 1912: Cách mạng Tân Hợi do Tôn Trung Sơn lãnh đạo dành thắng lợi tại Trung Quốc, lật đổ nhà Thanh. Đại hội Dân tộc Phi được thành lập. Quốc dân Đảng được thành lập. Maroc trở thành một nước bảo hộ của Pháp. Vụ chìm tàu Titanic. Chiến tranh Balkan lần thứ nhất bùng nổ. Woodrow Wilson được bầu làm Tổng thống thứ 28 của Hoa Kỳ. Arizona trở thành bang cuối cùng được sáp nhập vào Liên bang. Hoa Kỳ chiếm đóng Nicaragua. Cái chết của Thiên hoàng Minh Trị.
- 1913: Niels Bohr công thức hoá mô hình gắn kết đầu tiên của hạt nhân nguyên tử, và trong quá trình mở đường cho cơ học lượng tử. Kết thúc chiến tranh Balkan lần thứ hai. George I của Hy Lạp bị ám sát. Cục Dự trữ Liên bang được thành lập. Viên Thế Khải đoạt quyền lực tại Trung Quốc và bóp chết thành quả cách mạng Tân Hợi. Công ty Ford Motor giới thiệu dây chuyền lắp ráp tự động đầu tiên.
- 1914: Gavrilo Princip ám sát Franz Ferdinand của Áo tại Sarajevo, bùng nổ Thế Chiến I. Vương quốc Anh thiết lập Vương quốc Hồi giáo Ai Cập trở thành một xứ bảo hộ. Trận sông Marne lần thứ nhất. Trận Tannenberg. Đức Thánh Cha Benedict XV trở thành Giáo hoàng.
- 1915: Thảm hoạ diệt chủng Armenia. Khí độc lần đầu được sử dụng trong chiến tranh, tại trận Ypres. Vụ chìm tàu RMS Lusitania.
- 1916: Cuộc nổi dậy Lễ phục sinh ở Ireland. Thời đại quân phiệt bắt đầu ở Trung Quốc sau cái chết của Viên Thế Khải. Chiến dịch Gallipoli của phe Hiệp ước thất bại. Xe tăng lần đầu đưa vào sử dụng ở trận Somme. Grigory Rapustin bị ám sát tại Nga. Lawrence xứ Ả Rập lãnh đạo phong trào nổi dậy tại Ả Rập chống lại đế chế Ottoman.Trận Verdun.
- 1917: Cách mạng tháng 10 Nga đưa những người cộng sản lên nắm quyền, bùng nổ Nội chiến Nga. Mỹ tham gia Thế Chiến I cùng phe Hiệp ước. Trận Passchendaele. Trận Caporetto. Ba Lan giành độc lập. Trao giải Pulitzer đầu tiên.Trận Verdun lần thứ 2.
- 1918: Tổng tấn công Một trăm ngày của phe Hiệp ước dẫn tới thất bại của quân Đức. Thế Chiến I kết thúc. Wilhelm II thoái vị. Đại dịch cúm Tây Ban Nha. Ukraina và Belarus giành độc lập. Nội chiến Phần Lan. Anh chiếm Palestine.
- 1919: Hòa ước Versailles trừng phạt Đức và đem lại lợi ích cho các nước thắng trận. Cách mạng Đức lật đổ chế độ quân chủ, thiết lập chế độ cộng hoà Weimar. Estonia giành độc lập. Hội Quốc Liên được thành lập. Chiến tranh Nga-Ba Lan 1919. Bắt đầu Chiến tranh giành độc lập Thổ Nhĩ Kỳ. Đảng phát xít Italia được thành lập. Quốc tế cộng sản được thành lập. Tổ chức Lao động Quốc tế được thành lập. Ernest Rutherford phát hiện ra proton.

## Thập niên 1920
- 1920: Hy Lạp khôi phục lại chế độ quân chủ. Chiến tranh Armenia-Thổ Nhĩ Kỳ. Armenia và Azerbaijan sáp nhập với Liên Xô. Mohandas Gandhi đề ra phong trào kháng chiến bất bạo động. Palestine trở thành vùng uỷ trị của Anh. Bắt đầu thời kỳ Cấm rượu tại Hoa Kỳ.
- 1921: Siêu lạm phát ở Đức. Gruzia sáp nhập vào Liên Xô. Triều đại Pahlavi lên nắm quyền ở Iran. Albert Einstein giành giải thưởng Nobel Vật lý.
- 1922: Đế chế Ottoman sụp đổ. Tỉnh Bắc Ireland được thành lập ở Vương quốc Anh. Liên hợp các quốc gia Mỹ Latinh gồm Costa Rica, Honduras, Guatemala và El Salvador tan rã. Ai Cập giành quyền tự trị từ Đế chế Anh. Benito Mussolini lên nắm quyền ở Ý. Phát hiện ra mộ của Tutankhamun. Liên bang Xô viết được thành lập, trở thành nhà nước cộng sản đầu tiên của nhân loại. Hiệp ước Hải quân Washington được ký kết.
- 1923: Tạp chí Times xuất bản số đầu tiên. Nội chiến tại Ireland. Cuộc đảo chính do Adolf Hitler cầm đầu nhằm lật đổ chế độ Cộng hòa Weimar bất thành. Động đất Kanto giết chết 105.000 người ở Nhật Bản. Nước cộng hoà Thổ Nhĩ Kỳ được thành lập bởi Kemal Atatürk. Công ty Walt Disney được thành lập.
- 1924: Vladimir Lenin qua đời. Cuộc nổi dậy tháng Tám ở Georgia chống chính quyền Xô viết. George Gershwin sáng tác bản Rhapsody in Blue. Thế vận hôi Mùa đông đầu tiên được tổ chức. FBI được thành lập. Luật di cư Mỹ năm 1924 hạn chế đáng kể số người nhập cư từ nước ngoài.
- 1925: Mussolini thiết lập chế độ độc tài ở Ý. Vô tuyến truyền hình đầu tiên được tạo ra bởi John Logie Baird. Điều ước quốc tế Locarno được ký kết.
- 1926: Hirohito trở thành hoàng đế Nhật Bản. Các cuộc đảo chính ở Ba Lan, Hy Lạp và Bồ Đào Nha thiết lập chính quyền độc tài. Mein Kampf của Hitler được xuất bản.
- 1927: Joseph Stalin trở thành nhà lãnh đạo Liên Xô. Vương quốc Anh và Ireland chính thức đổi thành Vương quốc Liên hiệp Anh và Bắc Ireland. Ả Rập Xê Út giành độc lập. Núi Rushmore được xây dựng. Chuyến bay vượt Đại Tây Dương của Charles Lindbergh. Dân số thế giới đạt 2 tỷ người.
- 1928: Alexander Fleming phát hiện ra penicillin. Kết thúc thời đại quân phiệt ở Trung Quốc và khởi đầu của Nội chiến Trung Quốc giữa Quốc dân Đảng và Đảng Cộng sản. Malta trở thành thành viên Khối Liên hiệp Anh. Vua Zog I nắm quyền tại Albania. Phong trào Chữ thập đỏ và Trăng lưỡi liềm đỏ quốc tế được thành lập. Nhân vật chuột Mickey ra đời.
- 1929: Thị trường chứng khoán Phố Wall sụp đổ, bắt đầu cuộc Đại khủng hoảng. Giáo hoàng Pius XI ký hiệp ước Lateran với Benito Mussolini. Vatican được công nhận là một nhà nước có chủ quyền. Gulag tiếp nhận những tù nhân đầu tiên. Trao giải Oscar đầu tiên.

## Thập niên 1930
- 1930: Clyde Tombaugh phát hiện ra Sao Diêm Vương. Cuộc diễu hành muối của Mohandas Gandhi chống chế độ thuế của thực dân Anh. Các cuộc đảo chính quân sự ở Peru và Brasil. World Cup lần đầu được tổ chức ở Uruguay.
- 1931: Lũ lụt ở Trung Quốc giết chết 2,5 triệu người. Nam Phi giành độc lập. Toà nhà Empire State được xây dựng. Nền Đệ Nhị Cộng hoà Tây Ban Nha được thành lập. Nước Cộng hoà Xô viết Trung Hoa được thành lập bởi Mao Trạch Đông. Nhật Bản xâm lăng Mãn Châu.
- 1932: Đảng Quốc xã vươn lên trở thành đảng lớn nhất trong quốc hội Liên bang Đức. Cuộc đảo chính quân sự ở Chile. Cách mạng ở Xiêm thiết lập chế độ quân chủ lập hiến. Kênh truyền hình BBC lần đầu được phát sóng. James Chadwick phát hiện ra Neutron. Chiến tranh Emu ở Úc.
- 1933: Adolf Hitler trở thành thủ tướng Đức. Công bố chính sách kinh tế mới ở Mỹ nhằm khôi phục kinh tế dưới tác động của Đại suy thoái. Lệnh cấm rượu ở Mỹ được bãi bỏ. Nạn đói Holodomor ở Liên Xô. Nhật Bản và Đức rút khỏi Hội Quốc Liên.
- 1934: Cuộc Vạn lý Trường chinh của Mao Trạch Đông. Hoa Kỳ trao quyền tự trị cho Philippines. Cặp đôi tội phạm Bonnie và Clyde bị bắn chết trong một cuộc phục kích của cảnh sát. Nội chiến ở Áo dẫn đến việc những người phát xít nắm quyền lực tại nước này. Hitler gây ra sự kiện Đêm những con dao dài, sát hại các đối thủ của ông. Paul Hindenburg qua đời. Hitler tự xưng là Fuhrer của nước Đức.
- 1935: Chiến tranh Italy - Abyssinian lần thứ hai kết thúc với việc Abyssinia trở thành thuộc địa của Ý. William Lyon Mackenzie King trở thành Thủ tướng Canada. Ba Tư được đổi tên thành Iran. Ban hành Đạo luật phân biệt chủng tộc Nuremberg ở Đức.
- 1936: Nội chiến Tây Ban Nha bùng nổ. Đại thanh trừng bắt đầu dưới thời Stalin. Khánh thành Đập Hoover tại Mỹ. Cuộc nổi dậy của người Ả Rập ở Palestine phản đối làn sóng nhập cư của người Do Thái.
- 1937: Nhật Bản bắt đầu cuộc xâm lược Trung Quốc. Vụ thảm sát Nam Kinh. Neville Chamberlain trở thành thủ tướng Vương quốc Anh. Thảm hoạ Hindenburg. Vua Geogre VI suýt bị ám sát bởi những người trong quân đội Cộng hòa Ireland. Cái chết của George Gershwin và Maurice Ravel.
- 1938: Áo sáp nhập vào Đức. Hiệp ước Munich đỉnh cao của chính sách nhượng bộ giữa Anh, Pháp với phát xít Đức. Đêm kính vỡ ở Đức, chiến dịch tiêu diệt người Do Thái của Hitler. Superman (Siêu nhân) lần đầu xuất hiện trên trang bìa của DC Comics
- 1939: Nội chiến Tây Ban Nha chấm dứt. Francisco Franco trở thành nhà độc tài của Tây Ban Nha. Hiệp ước Molotov-Ribbentrop giữa Đức và Liên Xô. Đức Quốc Xã xâm lược Ba Lan, Anh và Pháp tuyên chiến với Đức, bùng nổ Thế Chiến II. 16 ngày sau, Liên Xô tấn công Ba Lan từ phía đông.

## Thập niên 1940
- 1940: Đức Quốc Xã xâm lược Đan Mạch, Na Uy, Bỉ, Hà Lan, Luxembourg và Pháp. Thảm sát Katyn. Các quốc gia vùng Baltic bị sáp nhập vào Liên Xô. Chiến tranh Liên Xô–Phần Lan. Winston Churchill trở thành thủ tướng Vương quốc Anh. Trận chiến nước Anh, trận không chiến lớn đầu tiên trong lịch sử, gây nên những tổn thất lớn cho quân Đức trong kế hoạch xâm lược Anh.
- 1941: Chiến dịch Holocaust được mở rộng. Trận Trân Châu Cảng, dẫn tới việc Hoa Kỳ chính thức tuyên chiến với phe Trục. Phát xít Đức mở chiến dịch Barbarossa nhằm thôn tính Liên Xô. Cuộc vây hãm Tobruk đánh dấu thất bại đầu tiên của lục quân Đức trong Thế Chiến II. Trận Leningrad.
- 1942: Hiến chương Đại Tây Dương được ký kết. Trận Biển San Hô. Trận Midway. Trận El Alamein thứ hai, trận Guadalcanal và trận Stalingrad tạo nên bước ngoặt của cuộc chiến tranh. Cuộc giam giữ công dân Mỹ gốc Nhật Bản ở Mỹ bắt đầu. Dự án Manhattan được tiến hành.
- 1943: Trận Vòng cung Kursk kết thúc với thất bại của quân Đức và trở thành cuộc tấn công cuối cùng của họ ở mặt trận phía Đông. Hội nghị Tehran với sự tham gia của nguyên thủ 3 nước Đồng minh. Lầu Năm Góc được khánh thành. Nạn đói ở Bengal giết chết 3 triệu người.
- 1944: D-Day, quân Đồng minh mở mặt trận thứ hai ở Tây Âu. Adolf Hitler sống sót sau một âm mưu ám sát ông ta vào ngày 20 tháng 7. Máy tính điện tử đầu tiên, Colossus đi vào hoạt động. Trận Leyte.
- 1945: Vụ đánh bom Dresden của Mỹ-Anh làm 25,000 người chết ở thành phố Dresden thuộc Đức. Trận Berlin. Hội nghị Yalta. Cái chết của Franklin D. Roosevelt, Adolf Hitler và Benito Mussolini. Trận Iwo Jima. Trận Okinawa. Vụ ném bom nguyên tử xuống Hiroshima và Nagasaki. Thế Chiến II kết thúc. Tuyên bố Postdam khởi nguồn của sự chia rẽ Đông-Tây. Liên Hợp Quốc được thành lập. Nội chiến Trung Quốc bùng nổ trở lại. Triều Tiên giành độc lập và bị chia cắt. Chủ tịch Hồ Chí Minh đọc bản Tuyên ngôn độc lập khai sinh nước Việt Nam Dân chủ Cộng hòa. Cái chết của Anne Frank và Béla Bartók. Indonesia giành độc lập. Tòa án Nürnberg xét xử tội ác Đức Quốc xã.
- 1946: Ý trở thành nước cộng hoà. Nội chiến Hy Lạp. Jordan giành độc lập. Thực dân Pháp quay trở lại xâm lược Đông Dương. Hình ảnh đầu tiên chụp Trái Đất từ không gian. Bhumibol Adulyadej trở thành vua của Thái Lan. Philippines tuyên bố độc lập.
- 1947: Ấn Độ và Pakistan giành độc lập. Chiến tranh Ấn Độ – Pakistan lần thứ nhất. Máy bay X-1 trở thành máy bay đầu tiên vượt qua tốc độ âm thanh. Jackie Robinson trở thành cầu thủ bóng chày da màu đầu tiên. Học thuyết Truman được công bố nhằm ngăn chặn sự bành trướng của chủ nghĩa cộng sản. CIA được thành lập.
- 1948: Liên Hợp Quốc công nhận nền độc lập của Israel. Thành lập nhà nước Israel. Chiến tranh Ả Rập-Israel bùng nổ. Cuộc phong tỏa Berlin của Liên Xô. Kế hoạch Marshall. OECD và Tổ chức Y tế Thế giới được thành lập. Mohandas Gandhi bị ám sát. Miến Điện giành độc lập.
- 1949: Tổ chức NATO được thành lập. Nước Đức bị chia cắt thành hai quốc gia Cộng hoà Liên bang Đức và Cộng hoà dân chủ Đức. COMECON được thành lập bởi Liên Xô và các nước Đông Âu. Phân chia vùng Kashmir. Nước Cộng hoà Nhân dân Trung Hoa được thành lập. Chính quyền Trung Hoa Dân Quốc chuyển đến Đài Loan. Liên Xô chế tạo thành công bom nguyên tử, phá vở thế độc quyền hạt nhân của Hoa Kỳ. George Orwell xuất bản tiểu thuyết Nineteen Eighty-Four.

## Thập niên 1950
- 1950: Bùng nổ chiến tranh Triều Tiên. Lhamo Dondrub trở thành Đạt-lai Lạt-ma của Tây Tạng.
- 1951: Chương trình Colombo đi vào hoạt động. Hiệp ước San Francisco kết thúc sự chiếm đóng của Mỹ đối với Nhật Bản và chính thức kết thúc chiến sự giữa hai cường quốc này.
- 1952: Cộng đồng phòng thủ châu Âu được thành lập. Elizabeth II lên ngôi nữ hoàng tại Anh. Cách mạng Ai Cập do Gamal Abdel Nasser lãnh đạo lật đổ vua Farouk và kết thúc sự chiếm đóng của Anh. Hiệp ước Bonn- Paris chấm dứt sự chiếm đóng của quân Đồng minh với Tây Đức. Kích nổ quả bom khinh khí đầu tiên. Chuyến bay phản lực thương mại đầu tiên. Khởi nghĩa Mau Mau bùng nổ ở Kenya.
- 1953: Campuchia giành độc lập. Khám phá ra DNA. Cuộc chinh phục đỉnh núi Everest đầu tiên. Mohammed Mossadeq bị lật đổ ở Iran. Kết thúc Chiến tranh Triều Tiên. Một cuộc nổi dậy ở Đông Đức dẫn đến việc bắt giữ và hành quyết Lavrentiy Beria. Cái chết của Joseph Stalin. Cuộc tranh giành quyền lực bắt đầu giữa Georgy Malenkov và Nikita Khrushchev. Sự nghiệp âm nhạc của Elvis Presley được mở ra.
- 1954: Liên minh Tây Âu được thành lập. Tòa án Tối cao Hoa Kỳ ra nghị quyết cấm phân biệt chủng tộc ở các trường công trên toàn Liên bang. Liên Xô xây dựng nhà máy điện hạt nhân đầu tiên. Cuộc khủng hoảng eo biển Đài Loan đầu tiên. Chiến dịch Điện Biên Phủ thắng lợi, Pháp rút khỏi Đông Dương và Việt Nam bị chia cắt làm 2 miền. Chiến tranh Algérie bùng nổ.
- 1955: Nikita Khrushchev trở thành nhà lãnh đạo của Liên Xô. Ký kết Hiệp ước Warsaw. Nội chiến Sudan lần thứ nhất bùng nổ. CENTO được thành lập. Hội nghị Bandung. Cái chết của Albert Einstein. Chiến tranh Việt Nam bùng nổ.
- 1956: Sudan và Tunisia giành độc lập. Đệ Ngũ Cộng hòa Pháp được thành lập. Cách mạng Hungary bị đàn áp bởi Hồng quân Liên Xô. Khủng hoảng Kênh đào Suez.
- 1957: Sputnik 1 được phóng vào vũ trụ, khởi đầu kỳ nguyên vũ trụ của loài người. Chú chó Laika trở thành động vật đầu tiên bay vào vũ trụ. Ghana giành độc lập. Hiệp ước Rome được ký kết.
- 1958: Nạn đói lớn ở Trung Quốc giết chiết khoảng 3 triệu người. NASA được thành lập. Phát minh ra băng cassette.
- 1959: Cách mạng Cuba thắng lợi. Síp và Singapore giành độc lập. Alaska và Hawaii được sáp nhập vào Hoa Kỳ. Đạt-lai Lạt-ma bị trục xuất khỏi Tây Tạng. Ca nhiễm AIDS đầu tiên trong lịch sử. Ritchie Valens, Buddy Holly và The Big Bopper chết trong một tai nạn máy bay. Dân số thế giới đạt 3 tỷ người.

## Thập niên 1960
- 1960: Chia rẽ Trung – Xô. Hiệp hội Mậu dịch tự do châu Âu hình thành. Sự cố tên lửa U-2 đốt nóng sự căng thẳng giữa hai siêu cường. Năm châu Phi: 17 quốc gia Lục địa đen giành độc lập. Vụ ám sát Patrice Lumumba khởi đầu cuộc Khủng hoảng Congo. Vụ thảm sát Sharpeville ở Nam Phi. Một trận động đất ở Valdivia, Chile với cường độ 9,4–9,6 độ richter, mức cao nhất từng được ghi nhận, khiến 1.000 đến 6.000 người chết. Chuyến thám hiểm đầu tiên tới khu vực sâu nhất Trái Đất, rãnh Mariana. Laser được phát minh. Ban nhạc The Beatles được thành lập. Muhammad Ali giành huy chương vàng Olympic 1960 ở Roma.
- 1961: Đại nhảy vọt kết thúc ở Trung Quốc sau cái chết của 20-45 triệu người. Bức tường Berlin được xây dựng. Yuri Gagarin trở thành người đầu tiên bay vào vũ trụ. Tổng thư ký Liên Hợp Quốc Dag Hammarskjöld chết trong một tai nạn máy bay.
- 1962: Khủng hoảng tên lửa Cuba. Algérie giành độc lập. Cái chết của Marilyn Monroe. Chiến tranh Indonesia- Malaysia. Một cuộc đảo chính lật đổ nền quân chủ và thành lập nước Cộng hòa Ả Rập Yemen dẫn tới cuộc nội chiến tại nước này. Chiến tranh Trung–Ấn.
- 1963: Kenya giành độc lập. Hoà thượng Thích Quảng Đức tự thiêu phản đối chính sách đàn áp Phật giáo tại Nam Việt Nam. Bài phát biểu "Tôi Có một Ước mơ" của Martin Luther King. Ngô Đình Diệm bị lật đổ. Vụ ám sát tổng thống John F. Kennedy.
- 1964: Leonid Brezhnev nắm quyền ở Liên Xô. Malta, Malawi và Tanzania giành độc lập. Một cuộc đảo chính thiết lập chế độ độc tài quân sự ở Brazil. Luật dân quyền bãi bỏ sự phân biệt chủng tộc ở Mỹ. Xung đột vũ trang ở Colombia. Hình ảnh cận cảnh đầu tiên của Sao Hỏa.
- 1965: Winston Churchill và Malcolm X qua đời. Khủng hoảng Công gô kết thúc với việc Joseph Mobutu trở thành nhà độc tài của nước này.Vụ thanh trừng chống Cộng tại Indonesia sát hại 500.000 người. Singapore giành được độc lập. Ferdinand Marcos trở thành Tổng thống Philippines. Chiến tranh Ấn Độ – Pakistan lần thứ hai.
- 1966: Cách mạng Văn hóa tại Trung Quốc. Giáo hội Satan được thành lập bởi Anton LaVey. Lesotho, Botswana và Barbados giành độc lập.
- 1967: Chiến tranh Sáu Ngày. Đảo chính quân sự tại Hy Lạp thiết lập chế độ độc tài quân sự do Georgios Papadopoulos lãnh đạo. Nội chiến Nigeria bùng nổ sau tuyên bố độc lập của nước Cộng hòa Biafra. ASEAN được thành lập. Đường sắt cao tốc Shinkansen đi vào hoạt động ở Tokyo. Mùa hè tình yêu ở Mỹ.
- 1968: Vụ ám sát Martin Luther King và Robert F. Kennedy. Cuộc khởi nghĩa Mùa xuân Praha bị dập tắt bởi can thiệp quân sự từ các nước Đông Âu. Các cuộc biểu tình tháng Năm tại Pháp. Xung đột giữa 2 phe Công giáo và Tin lành tại Bắc Ireland. Tổng công kích Tết Mậu Thân tại Việt Nam.Thảm sát Mỹ Lai.
- 1969: Con người lần đầu tiên đặt chân lên Mặt Trăng. Phát minh ra ARPANET, tiền thân của internet ngày nay. Công ty Samsung được thành lập. Lễ hội Woodstock tại Mỹ. Xung đột biên giới Trung-Xô. Muammar al-Gaddafi lật đổ vua Idiris và trở thành tổng thống nước Cộng hòa Ả Rập Libya. Hồ Chí Minh, Chủ tịch nước Việt Nam Dân chủ Cộng hoà qua đời.

## Thập niên 1970
- 1970: Nội chiến Nigeria kết thúc với sự sáp nhập trở lại của nước Cộng hòa Biafra sau cái chết của 3 triệu người. Các cuộc biểu tình chống chính phủ ở Ba Lan. Bùng nổ Nội chiến Campuchia. Phê chuẩn Hiệp ước không phổ biến vũ khí hạt nhân. Chuyến bay đầu tiên của máy bay Boeing 747. Bão Bhola giết 500.000 người ở Pakistan. Tháng Chín đen tối tại Jordan. Cái chết của Gamal Abdel Nasser. Anwar Sadat trở thành Tổng thống Ai Cập. Khủng hoảng tháng Mười tại Canada.Ban nhạc The Beatles tan rã.
- 1971: Bangladesh giành độc lập từ Pakistan. Chiến tranh Ấn Độ – Pakistan lần 3. Phát hiện ra vi mạch. Idi Amin nắm quyền tại Uganda. Tổ chức Hòa bình xanh được thành lập.
- 1972: Ngày Chủ nhật đẫm máu ở Bắc Ireland. Tổng thống Ferdinand Marcos ban lệnh thiết quân luật tại Philippines. Chuyến thăm Trung Quốc của Tổng thống Mỹ Richard Nixon. Thảm sát München diễn ra ở Thế vận hội mùa hè 1972 tại Tây Đức. Chiến dịch Điện Biên Phủ trên không trên bầu trời Hà Nội.
- 1973: Khủng hoảng dầu mỏ 1973. Phán quyết của Tòa án Tối cao Hoa Kỳ hợp pháp hoá phá thai trên toàn liên bang. Đảo chính tại Chile thiết lập chế độ độc tài cánh hữu. Chiến tranh Yom Kippur. Vụ bê bối Watergate bị phanh phui buộc Richard Nixon phải từ chức. Trạm không gian đầu tiên, Skylab được xây dựng. Cái chết của Pablo Picasso. Hình ảnh cận cảnh đầu tiên của Sao Mộc.
- 1974: Thổ Nhĩ Kỳ xâm lược Síp. Cách mạng hoa cẩm chướng tại Bồ Đào Nha xóa bỏ chế độ độc tài. Hoàng đế Haile Selassie I của Ethiopia bị lật đổ trong một cuộc đảo chính quân sự. Hình ảnh cận cảnh đầu tiên của Sao Thủy. Dân số thế giới đạt 4 tỷ người. Richard Nixon từ chức. Angola và Mozambique giành độc lập.
- 1975: Kết thúc Chiến tranh Việt Nam và sự sụp đổ của Việt Nam Cộng hòa. Hiệp định Helsinki. Cái chết của Francisco Franco. Juan Carlos I trở thành vua Tây Ban Nha. Microsoft được thành lập bởi Bill Gates và Paul Allen. Cái chết của Dmitri Shostakovich. Nội chiến Angola bùng nổ. Nội chiến Campuchia kết thúc với chiến thắng cho quân Khmer Đỏ. Chế độ diệt chủng của Pol Pot.
- 1976: Phát hiện ca nhiễm virus Ebola đầu tiên. Cái chết của Mao Trạch Đông. Kết thúc Đại Cách mạng Văn hóa. Máy tính Apple được phát minh.
- 1977: Máy tính cá nhân đầu tiên được bán ra. Chiến tranh giữa các vì sao được công chiếu và nhanh chóng trở thành bộ phim có doanh thu cao nhất mọi thời đại. Khởi động Chương trình Voyager. Cái chết của Elvis Presley. Chiến tranh Ogaden. Thảm họa sân bay Tenerife đánh dấu tai nạn khủng khiếp nhất trong lịch sử hàng không.
- 1978: Khám phá ra vệ tinh của Sao Diêm Vương, Charon. Tuvalu giành độc lập. Ca sinh sản vô tính đầu tiên. Bùng nổ Chiến tranh Việt Nam–Campuchia và chiến tranh Uganda- Tanzania. Cách mạng Nicaragua. Đặng Tiểu Bình bắt đầu cải cách kinh tế ở Trung Quốc.
- 1979: Bệnh đậu mùa tận diệt. Bùng nỏ Chiến tranh Liên Xô–Afghanistan. Chiến tranh giành độc lập ở Zimbabwe kết thúc. Cách mạng Iran giành thắng lợi lật đổ triều đại Pahlavi. Khủng hoảng con tin Iran. Chuyến thăm của giáo hoàng John Paul II tại Ba Lan làm dấy lên phong trào Công đoàn Đoàn kết. Hình ảnh cận cảnh đầu tiên của Sao Thổ. Margaret Thatcher trở thành Thủ tướng Anh. Trung Quốc thực hiện chính sách một con. Chiến tranh Việt Nam- Campuchia kết thúc với sự sụp đổ của Khmer Đỏ và 1,7 triệu người chết. Chiến tranh biên giới Việt–Trung bùng nổ. Cách mạng Nicaragua.

## Thập niên 1980
- 1980: Rhodesia giành độc lập và đổi tên thành Zimbabwe. Vanuatu giành độc lập. Ronald Reagan trở thành Tổng thống Hoa Kỳ. Nữ hoàng Beatrix lên ngôi tại Hà Lan. Chiến tranh Iran-Iraq bùng nổ. Nội chiến El Salvador bùng nổ. Vụ ám sát John Lennon.
- 1981: Palau giành độc lập. Chuyến bay đầu tiên của tàu con thoi. Vụ ám sát Anwar Al-Sadad. Tổng thống Mỹ Ronald Reagan bị thương sau một vụ ám sát. Vụ ám sát Giáo hoàng John Paul II.
- 1982: Cái chết của Leonid Brezhnev, Yuri Andropov trở thành lãnh đạo của Liên Xô. Israel xâm lược Liban. Chiến tranh Falkland nổ ra giữa Argentina và Vương quốc Anh. Michael Jackson phát hành album Thriller. Thảm sát Hama tại Syria khiến 10.000 người chết.
- 1983: GPS lần đầu được sử dụng cho mục đích dân sự. Brunei giành độc lập. Chế độ độc tài ở Argentina sụp đổ. Mỹ xâm lược Grenada. Nội chiến Sudan lần thứ hai. Vụ bắn rơi Chuyến bay 007 của Korean Air Lines. Vụ đánh bom đại sứ quán Hoa Kỳ ở Beirut.
- 1984: Cái chết của Yuri Andropov; Konstantin Chernenko trở thành nhà lãnh đạo Liên Xô. Nạn đói bùng nổ ở Ethiopia. Cuộc đình công của thợ mỏ tại Anh. Indira Gandhi bị ám sát.
- 1985: Live Aid được diễn ra. Cái chết của Konstantin Chernenko; Mikhail Gorbachev trở thành nhà lãnh đạo Liên Xô. Vụ bê bối Iran-Contra. Chế độ độc tài quân sự ở Brasil sụp đổ.
- 1986: Thảm họa tàu không gian Challenger và Thảm họa Chernobyl ở Liên Xô. Nội chiến tại Nam Yemen. Hình ảnh cận cảnh đầu tiên của Sao Thiên Vương. Sự trở lại của Sao chổi Halley. Kết thúc chế độ độc tài ở Philippines. Vụ ám sát Thủ tướng Thụy Điển Olof Palme. Việt Nam bắt đầu tiến hành Đổi Mới. Hội nghị thượng đỉnh Reykjavík.
- 1987: Ngày thứ Hai đen tối, thị trường chứng khoán thế giới khủng hoảng. Phong trào Intifada giữa Israel và Palestine bùng nổ. Hiệp ước Lực lượng hạt nhân tầm trung được ký kết tại Washington, DC bởi Tổng thống Hoa Kỳ Ronald Reagan và nhà lãnh đạo Liên Xô Mikhail Gorbachev. Dân số thế giới đạt 5 tỷ người.
- 1988: Chương trình cải tổ được tiến hành ở Liên Xô. Kết thúc Chiến tranh Iran-Iraq. Chế độ độc tài của Augusto Pinochet tại Chile sụp đổ. Đảo chính quân sự tại Myanmar. Đường hầm eo biển Manche được xây dựng.
- 1989: Bức tường Berlin sụp đổ. Chế độ cộng sản ở Đông Âu sụp đổ. Vụ thảm sát Quảng trường Thiên An Môn tại Trung Quốc. Chế độ độc tài ở Paraguay đi đến hồi kết. Cái chết của Hoàng đế Hirohito. Sự cố tràn dầu Exxon Valdez. Hình ảnh cận cảnh đầu tiên của Sao Hải Vương. Nội chiến Liberia lần thứ nhất bùng nổ. Tập đầu tiên của The Simpsons được công chiếu trên Fox TV. Hoa Kỳ xâm lược Panama.

## Thập niên 1990
- 1990: Tim Berners-Lee phát minh ra World Wide Web. Tái thống nhất nước Đức. Kính viễn vọng không gian Hubble lần đầu được sử dụng. Chiến tranh Vùng Vịnh bùng nổ. Aung San Suu Kyi bị lực lượng vũ trang Myanmar quản thúc. Cuộc chiến Contra kết thúc. Bắc Yemen và Nam Yemen thống nhất thành nước Cộng hòa Yemen.
- 1991: Liên Xô tan rã thành 15 nước cộng hòa độc lập. SNG được thành lập. Boris Yeltsin trở thành Tổng thống đầu tiên của nước Liên bang Nga. Bùng nổ nội chiến tại Somalia, Sierra Leone và Algérie. Chiến tranh Vùng Vịnh kết thúc.
- 1992: Hiệp ước Maastricht chính thức thành lập Liên minh châu Âu. Bill Clinton trở thành Tổng thống nước Mỹ. Chế độ độc tài ở Albania và Hàn Quốc sụp đổ. Chiến tranh Bosnia bùng nổ. Bạo loạn ở Los Angeles xung quanh phán quyết tha bổng những người tham gia trong vụ đánh đập Rodney King.
- 1993: Thoả thuận Oslo giữa Israel và Palestine. Tiệp Khắc tách thành 2 nhà nước Cộng hòa Séc và Slovakia. Eritrea giành độc lập. Vụ đánh bom Trung tâm thương mại thế giới. Cuộc vây hãm ở Waco. Trùm ma túy Pablo Escobar bị cảnh sát tiêu diệt.
- 1994: Chế độ phân biệt chủng tộc Apartheid chấm dứt tại Nam Phi. Nelson Mandela trở thành tổng thống da đen đầu tiên của nước này. Chiến tranh Chechnya lần thứ nhất bắt đầu. Vụ ám sát Juvenal Habyarimana và Cyprien Ntaryamira gây nên Nạn diệt chủng Rwanda. Nạn đói ở Bắc Triều Tiên bắt đầu. Cái chết của Kim Nhật Thành. Kim Chính Nhật trở thành lãnh đạo tối cao của Bắc Triều Tiên.
- 1995: Thành lập Tổ chức Thương mại Thế giới. Trùm khủng bố Mỹ Timothy McVeigh gây nên vụ đánh bom khủng bố ở thành phố Oklahoma. Thảm sát Srebrenica. Vụ tấn công bằng khí độc sarin tại Nhật Bản. Cuộc khủng hoảng eo biển Đài Loan lần thứ ba. Vụ ám sát Yitzhak Rabin. Áo, Phần Lan và Thụy Điển gia nhập Liên minh châu Âu.
- 1996: Chiến tranh Congo lần thứ nhất bùng nổ. Nội chiến ở Nepal. Chế độ độc tài ở Đài Loan sụp đổ. Cừu Dolly trở thành động vật có vú đầu tiên nhân bản vô tính thành công. Taliban lên nắm quyền ở Afghanistan.
- 1997: Hồng Kông chính thức được chuyển giao chủ quyền từ Vương quốc Anh sang Trung Quốc. Zaire đổi tên thành nước Cộng hòa Dân chủ Congo. Khủng hoảng tài chính châu Á. Cuộc khủng hoảng con tin kéo dài 126 ngày tại tư dinh của đại sứ Nhật Bản ở Peru. JK Rowling xuất bản Harry Potter và Hòn đá phù thủy. Diana, công nương xứ Wales bị chết trong một tai nạn xe hơi ở Paris.
- 1998: Osama bin Laden tuyên bố chống lại Phương Tây. Chiến tranh Congo lần thứ 2 bùng nổ. Hiệp ước Thứ Sáu Tuần thánh đem lại hướng giải quyết cho những rắc rối tại Bắc Ireland. Nạn đói ở Bắc Triều Tiên đã kết thúc, giết chết 2,5 triệu người.
- 1999: Euro lần đầu được ra mắt và sau đó trở thành đồng tiền chính thức của hầu hết các nước EU. Nội chiến Nam Tư kết thúc. Hugo Chávez trở thành Tổng thống của Venezuela. Chiến tranh Chechnya lần thứ hai và Nội chiến Liberia lần 2 bắt đầu. Chiến tranh Ấn Độ-Pakistan lân thứ tư. Cuộc khủng hoảng ở Đông Timor dẫn đến 1400 người chết. Thảm sát Trường Trung học Columbine tại Colorado, Mỹ. Bill Clinton được thượng viện Mỹ tha bổng sau scandal tình ái. Chủ quyền của Ma Cao được chuyển giao từ Cộng hòa Bồ Đào Nha sang Cộng hòa Nhân dân Trung Hoa. Dân số thế giới đạt 6 tỷ người.

## Thập niên 2000
- 2000: Lễ kỷ niệm thiên niên kỷ 3. Israel chấm dứt sự chiếm đóng với Liban. Vladimir Putin trở thành Tổng thống Nga. Bashar al-Assad trở thành Tổng thống Syria. Quân đội Anh khởi động Chiến dịch Palliser, kết thúc cuộc nội chiến tại Sierra Leone. Tổng thống Nam Tư Slobodan Milošević bị lật đổ. PlayStation 2 phát hành tại Nhật Bản. Trạm vũ trụ Quốc tế bắt đầu hoạt động. Hội nghị thượng đỉnh liên Triều đầu tiên trong lịch sử.